# Si nos dejan (telenovela mexicana)
Si nos dejan es una telenovela mexicana producida por W Studios para Televisa en el 2021. Está basada en la historia colombiana Señora Isabel, de Bernardo Romero Pereiro y Mónica Agudelo en 1993, la cual su primera versión realizada en México en 1997 Mirada de mujer, fue la más popular y para esta ocasión, Leonardo Padrón es el adaptador de la historia. Se estrenó primero en Estados Unidos a través de Univision, el 1 de junio de 2021 en sustitución de Te acuerdas de mí y finalizó el 11 de octubre del mismo año siendo reemplazado por Vencer el pasado. Mientras que en México, se estrenó a través de Las Estrellas el 1 de noviembre de 2021 en sustitución de La desalmada y finalizó el 20 de febrero de 2022 siendo reemplazado por Los ricos también lloran.
Está protagonizada por Mayrín Villanueva y Marcus Ornellas junto con Alexis Ayala, Scarlet Gruber, Jorge Gallegos, Solkin Ruz, José María Galeano y Mauricio Pimentel en los roles antagónicos y acompañados por Gabriela Spanic, Monica Dionne y Susana Dosamantes.

## Trama
Si nos dejan relata la vida de Alicia Montiel (Mayrín Villanueva), una mujer de 50 años de edad que por años cree tener la familia de ensueño, ella se dedica mucho a su hogar y principalmente de su marido, el presentador de televisión y prestigiado periodista Sergio Carranza (Alexis Ayala), con el cual tuvo tres hijos; Yuridia (Isabel Burr), Gonzalo (Carlos Said) y Miranda (Isidora Vives). Pero a diferencia de otras amas de casa, ella se cansa de la misma rutina, lo cual la hace infeliz, debido a que ella tiene la ilusión de cumplir sus sueños y metas que desde hace mucho tiempo abandono o dejó pospuestas para dedicarse a su familia, pero que mantiene ocultas para evitar conflictos su familia.
Sin embargo, Alicia descubre que por años Sergio le ha sido infiel con Julieta (Scarlet Gruber), una joven compañera de trabajo con la cual decide abandonarla, ocasionando que el bienestar familiar se descuide y que sus hijas señalen a Alicia como la culpable de que su padre las haya abandonado; además de que su madre, Doña Eva (Susana Dosamantes) le exige volver con Sergio. Los únicos aliados con los que tiene a su lado está su hijo Gonzalo, sus amigas Fedora (Gabriela Spanic) y Rebecca (Monica Dionne). Tras ser víctima de los abusos y decepciones de su marido, Alicia decide reconstruir su vida después de conocer a Martín Guerra (Marcus Ornellas), un joven periodista independiente con el cual se lleva años de diferencia, quién está divorciado y tiene un hija. Martín no ve a Alicia como una madre, sino como una mujer, algo que ella olvido por completo. Alicia encuentra un gran consuelo en Martín, pero entre ellos dos hay algo más que eso; ambos están enamorados y se van a querer toda la vida.

## Reparto
Se publicó una extensa lista del reparto confirmado el 16 de febrero de 2021, en un comunicado de prensa lanzado a través de la página web de la sala de prensa de Televisa.

### Principales
- Mayrín Villanueva como Alicia Montiel[9]
- Marcus Ornellas como Martín Guerra[9]
- Alexis Ayala como Sergio Carranza[9]
- Scarlet Gruber como Julieta Lugo[11]
- Isabel Burr como Yuridia «Yuri» Carranza Montiel[14]
- Álex Perea como José Rafael Fuentes «El Cholo»[15]
- Lore Graniewicz como Karina Gómez
- Carlos Said como Gonzalo Carranza Montiel[15]
- Isidora Vives como Miranda Carranza Montiel «Enigma»[16]
- Mónica Sánchez-Navarro como Yaya[17]
- Víctor Civeira como Ángel Rentería «El Diablo»
- Jorge Gallegos como Moisés Zapata
- Henry Zakka como Fabián Caballero[12]
- Gabriela Carrillo como Carlota Vegas
- Ara Saldivar como Celia Ortega «Chela»
- Solkin Ruz como Lucas Carranza Bejarano
- Amairani Romero como Maruja Vargas de Guerra[12]
- Paco Luna como Diego Santibáñez «Culebra»
- Ramiro Tomasini como Celso Gutiérrez
- Nastassia Villasana como Marcela Cruz
- Sofía Rivera Torres como Mabel «Mabe» Rangel[18]
- Elissa Marie Soto Bazán como Sofía Guerra Vegas[19]
- Roberto Mateos como Facundo Guerra
- Monica Dionne como Rebecca Mezquita de Caballero
- Mauricio Pimentel como Alberto Mujica
- Gabriela Spanic como Fedora Montelongo[12][20]
- Susana Dosamantes como Eva «Tita» vda. de Montiel[10]

### Recurrentes e invitados especiales
- José Luis Franco como Bautista
- Natalia Payan como Shirley «Chiquis»[21]
- Israel Salmer Garduño como Emiliano
- Ignacio Ortiz Jr. como Suso
- Francisco Rocha como Trompeta
- Ana Celeste Montalvo como Ariana Mijares
- Nicole Curiel como Nicole del Valle
- Karena Flores como Vanessa Ramos
- Arancha del Toro como Ladire
- Manuel Riguezza como Simón Guerra Vegas[22]
- Gerardo Murguía como Julio Tamayo[23]
- Alan Morán como Recluso
- Felipe Flores como Eduardo «Lalo» Valdés
- José María Galeano como Samuel Fonseca[24][25]
- Claudia Zepeda Vargas como Lorena
- Michelle Jurado como Mercedes «Meche»
- Jean Paul Tardan como Lucho
- Paola Toyos como Prudencia Bejarano[26]
- Pedro Giunti como El Zote
- Raúl Sandoval como El Trece[27]
- Manuel Castillo como Enrique «Quique» Cruz
- Fran Ropero como El Hueso
- Orlando Santana como El Chaneque
- Karla Gaytán como Luna Cruz
- Eduardo Cortejosa como El Camello
- Nico Galán como Laureano Robles[21]
- Cinthia Aparicio como Natalia
- Silvana Garriga como Andrea
- Miguel Mena como Marabunta
- Moisés Peñaloza como Jorge Cortés[28]
- Perla Corona como Andreina[29]
- Francisco «Pakey» Vázquez como «El Toro» Cruz[21]
- Juan Pablo Gil como Francisco «Paquito» Caballero Mezquita[30]
- Sonya Smith como ella misma[31]
- Alejandra Ley como Mesera

## Episodios
| N.º | Título                            | Fecha de emisión original | Audiencia (millones) |
| --- | --------------------------------- | ------------------------- | -------------------- |
| 1   | «Una vida que cambia»             | 1 de junio de 2021        | 1.60                 |
| 2   | «Matrimonio destruido»            | 2 de junio de 2021        | 1.40                 |
| 3   | «El mejor periodista»             | 4 de junio de 2021        | 1.40                 |
| 4   | «Amor ficticio»                   | 7 de junio de 2021        | 1.40                 |
| 5   | «Desesperación»                   | 8 de junio de 2021        | 1.51                 |
| 6   | «Amor a distancia»                | 9 de junio de 2021        | 1.47                 |
| 7   | «Sueños rotos»                    | 10 de junio de 2021       | 1.40                 |
| 8   | «Un regalo muy especial»          | 11 de junio de 2021       | 1.33                 |
| 9   | «Del trabajo a la cama»           | 14 de junio de 2021       | 1.70                 |
| 10  | «Falso arrepentimiento»           | 15 de junio de 2021       | 1.50                 |
| 11  | «Importante comunicado»           | 16 de junio de 2021       | 1.50                 |
| 12  | «Enfrentamientos»                 | 17 de junio de 2021       | 1.67                 |
| 13  | «Fuertes decisiones»              | 21 de junio de 2021       | 1.70                 |
| 14  | «Deshonra»                        | 22 de junio de 2021       | 1.50                 |
| 15  | «Falso amor»                      | 23 de junio de 2021       | 1.51                 |
| 16  | «Descuidos»                       | 25 de junio de 2021       | 1.27                 |
| 17  | «Nuevos problemas»                | 28 de junio de 2021       | 1.51                 |
| 18  | «Mentiras piadosas»               | 29 de junio de 2021       | 1.50                 |
| 19  | «Despido injustificado»           | 30 de junio de 2021       | 1.40                 |
| 20  | «Malas decisiones»                | 1 de julio de 2021        | 1.50                 |
| 21  | «Amor no correspondido»           | 2 de julio de 2021        | 1.40                 |
| 22  | «Plan de venganza»                | 5 de julio de 2021        | 1.30                 |
| 23  | «Fuertes traiciones»              | 7 de julio de 2021        | 1.60                 |
| 24  | «Fuertes amenazas»                | 8 de julio de 2021        | 1.60                 |
| 25  | «Nuevas oportunidades»            | 9 de julio de 2021        | 1.45                 |
| 26  | «Un nuevo romance»                | 12 de julio de 2021       | 1.56                 |
| 27  | «Fuera de la casa»                | 13 de julio de 2021       | 1.61                 |
| 28  | «Compromisos»                     | 15 de julio de 2021       | 1.54                 |
| 29  | «Formas de amor»                  | 16 de julio de 2021       | 1.34                 |
| 30  | «Sospechas de amor»               | 19 de julio de 2021       | 1.76                 |
| 31  | «Episodio 31»                     | 20 de julio de 2021       | 1.71                 |
| 32  | «Enfrentamientos»                 | 21 de julio de 2021       | 1.44                 |
| 33  | «Sospechas de amor»               | 23 de julio de 2021       | 1.37                 |
| 34  | «Amenazas»                        | 26 de julio de 2021       | 1.62                 |
| 35  | «Plan de escape»                  | 27 de julio de 2021       | 1.53                 |
| 36  | «Fugitivo»                        | 28 de julio de 2021       | 1.60                 |
| 37  | «Humillaciones (I)»               | 30 de julio de 2021       | 1.50                 |
| 38  | «Decepciones»                     | 2 de agosto de 2021       | 1.60                 |
| 39  | «Amor prohibido»                  | 3 de agosto de 2021       | 1.60                 |
| 40  | «Mala presentación»               | 4 de agosto de 2021       | 1.52                 |
| 41  | «Amor conflictivo»                | 5 de agosto de 2021       | 1.52                 |
| 42  | «Injusticias»                     | 6 de agosto de 2021       | 1.47                 |
| 43  | «Ayuda necesaria»                 | 9 de agosto de 2021       | 1.60                 |
| 44  | «Falsos amores»                   | 10 de agosto de 2021      | 1.42                 |
| 45  | «Relación terminada»              | 11 de agosto de 2021      | 1.50                 |
| 46  | «Un nuevo show»                   | 12 de agosto de 2021      | 1.45                 |
| 47  | «Falsas acusaciones»              | 13 de agosto de 2021      | 1.43                 |
| 48  | «Lucha de amor»                   | 16 de agosto de 2021      | 1.65                 |
| 49  | «Nuevos caminos»                  | 17 de agosto de 2021      | 1.65                 |
| 50  | «Sospechas de amor»               | 19 de agosto de 2021      | 1.73                 |
| 51  | «Disparo accidental»              | 20 de agosto de 2021      | 1.29                 |
| 52  | «Reencuentro de amor»             | 23 de agosto de 2021      | 1.73                 |
| 53  | «Noticia no autorizada»           | 24 de agosto de 2021      | 1.62                 |
| 54  | «Fuerte traición»                 | 26 de agosto de 2021      | 1.65                 |
| 55  | «Amor desenfrenado»               | 27 de agosto de 2021      | 1.44                 |
| 56  | «Problemas interminables»         | 30 de agosto de 2021      | 1.71                 |
| 57  | «Venganza»                        | 31 de agosto de 2021      | 1.86                 |
| 58  | «Cinismo»                         | 1 de septiembre de 2021   | 1.75                 |
| 59  | «Súplicas»                        | 3 de septiembre de 2021   | 1.61                 |
| 60  | «Amor imposible»                  | 6 de septiembre de 2021   | 1.63                 |
| 61  | «Incómodos momentos»              | 7 de septiembre de 2021   | 1.63                 |
| 62  | «Falsas declaraciones»            | 8 de septiembre de 2021   | 1.76                 |
| 63  | «Injusticias»                     | 9 de septiembre de 2021   | 1.65                 |
| 64  | «Culpable o inocente»             | 10 de septiembre de 2021  | 1.55                 |
| 65  | «Sin salida»                      | 13 de septiembre de 2021  | 1.82                 |
| 66  | «Malas compañías»                 | 14 de septiembre de 2021  | 1.62                 |
| 67  | «Justicia»                        | 15 de septiembre de 2021  | 1.69                 |
| 68  | «Nueva campana»                   | 16 de septiembre de 2021  | 1.76                 |
| 69  | «Amistad destruida»               | 17 de septiembre de 2021  | 1.57                 |
| 70  | «Humillaciones (II)»              | 20 de septiembre de 2021  | 1.87                 |
| 71  | «Nuevos enemigos»                 | 21 de septiembre de 2021  | 1.70                 |
| 72  | «Fiesta de cumpleaños arruinada»  | 22 de septiembre de 2021  | 1.82                 |
| 73  | «Fuertes declaraciones»           | 23 de septiembre de 2021  | 1.81                 |
| 74  | «Inesperada noticia»              | 24 de septiembre de 2021  | 1.77                 |
| 75  | «Falso delito»                    | 27 de septiembre de 2021  | 1.91                 |
| 76  | «Prisionero de amor»              | 28 de septiembre de 2021  | 1.87                 |
| 77  | «Una nueva oportunidad para amar» | 30 de septiembre de 2021  | 1.77                 |
| 78  | «Fuerte confesión»                | 1 de octubre de 2021      | 1.87                 |
| 79  | «En busca de la verdad»           | 4 de octubre de 2021      | 1.72                 |
| 80  | «Venganza de amor»                | 5 de octubre de 2021      | 1.74                 |
| 81  | «Secuestro»                       | 6 de octubre de 2021      | 1.83                 |
| 82  | «Amenazas imperdonables»          | 8 de octubre de 2021      | 1.81                 |
| 83  | «Sueños cumplidos»                | 11 de octubre de 2021     | 2.13                 |

## Producción

### Antecedentes
Originalmente en otoño de 2017, Televisa le había asignado la realización de la telenovela al productor Carlos Moreno Laguillo, el cual tenía planes de realizar una versión moderna de Señora Isabel, tras haberse hecho en 1997 su primera versión mexicana como Mirada de mujer, realizada en su tiempo por TV Azteca y Argos Comunicación, pero bajo el nombre de «Renacer». Tras varias pruebas en las que se contempló a las actrices Mayrín Villanueva, Thalía y Adela Noriega —la cual, esta última rechazó el papel—. La actriz Leticia Calderón había sido seleccionada por Moreno Laguillo para interpretar a Mariana; los actores Alejandra Barros, Michelle Renaud y Rafael Sánchez Navarro también estaban confirmados para el reparto protagónico. Para Calderón, marcaría su regreso a los roles protagónicos, después de haber realizado su último protagónico en Laberintos de pasión y de haber interpretado papeles de villana estelar y personajes secundarios en las producciones En nombre del amor, Amor bravío, A que no me dejas y Mujeres de negro. Dicha producción iniciaría grabaciones a inicios de 2018 pero ya no fue así, el 18 de noviembre de 2017, a través de la revista TVNotas, se anunció que la versión que Moreno Laguillo estaba trabajando, se canceló sin previo aviso ni motivo alguno, dejando a Leticia Calderón como parte del reparto confirmado sin su respectivos personajes.
Años después, se anunció el 21 de junio de 2020 en el Up-front virtual de Univision para la temporada en televisión 2020-21, que Televisa retoma el interés en hacer una versión de la historia colombiana, ahora teniendo asignada dicha producción a W Studios, con Carlos Bardasano como productor ejecutivo a cargo y en la adaptación al dramaturgo Leonardo Padrón, teniendo como título oficial «Si nos dejan». La producción de la telenovela inició grabaciones el 15 de febrero de 2021 —en el foro 10 de Televisa San Ángel—, y finalizaron el 24 de julio de 2021. La telenovela fue la primera producción de Televisa en participar en el marco del festival Iberseries Platino Industria (IPI), en la sección de exhibición «Capítulo UNO», la cual se realizó el 29 de septiembre de 2021 en el Cine Capitol de Madrid, España; los actores Mayrín Villanueva y Marcus Ornellas se presentaron en dicha exhibición.

### Selección del reparto
El 8 de enero de 2021, el periodista Álex Kaffie a través de su columna en el periódico El heraldo de México, anunció que el joven actor José Pablo Minor ha sido seleccionado para interpretar al protagonista masculino, papel que realizó Ari Telch en 1997, sin embargo ya no fue así; el 2 de febrero mediante un comunicado de prensa, se anunció que el actor Marcus Ornellas será el protagonista masculino. El 11 de enero del mismo año, el periodista Juan José Origel, en su columna en el periódico El sol de México, confirmó que el actor Eduardo Yáñez, también fue seleccionado para el personaje de Sergio; semanas después, Televisa lanzó el 12 de febrero de 2021 un comunicado de prensa en la que informó que por motivos personales y de salud, Eduardo Yáñez salió de la producción, por lo cual, el actor Alexis Ayala entra sustituyendo a Yáñez.
Para el personaje titular de Alicia, se contemplaron a las actrices Mayrín Villanueva, Erika Buenfil, Leticia Calderón —de nueva cuenta— y a la controversial ex primera dama de México, Angélica Rivera; pero durante el segundo fin de semana de enero de ese mismo año, diversas fuentes en redes sociales corrieron el rumor de que Villanueva fue elegida como la protagonista de la telenovela, a lo cual, la revista People en Español confirmó dicho rumor. Mayrin Villanueva previamente declaró su interés de interpretar al personaje que realizó Angélica Aragón en 1997, durante un en vivo en Youtube a finales de 2020, diciendo lo siguiente: «Me encantaría. Siempre he pensado que yo voy a hacer ese personaje, el de Mirada de mujer. Y como dicen, tú pídele al universo y te llegará. Y estoy segura de que este año la voy a hacer, así es que uno pide y allá arriba concede».
Entre los otros miembros del reparto confirmados están la primera primera actriz Susana Dosamantes en el papel de Eva, la madre de Alicia; la joven actriz Isabel Burr como Yuridia, y los actores Álex Perea y Carlos Said, respectivamente como Cholo y Gonzalo. Y finalmente, el 15 de febrero de 2021, en la columna Vida y milagros de Juan José Origel, se confirmó a Gabriela Spanic, Amairani y Henry Zakka como parte de los miembros del reparto.

## Audiencia
| Temporada | Horario (ET/CT)         | Episodios | Primera emisión    | Primera emisión      | Última emisión        | Última emisión       | Prom. de espectadores (millones) |
| Temporada | Horario (ET/CT)         | Episodios | Fecha              | Audiencia (millones) | Fecha                 | Audiencia (millones) | Prom. de espectadores (millones) |
| --------- | ----------------------- | --------- | ------------------ | -------------------- | --------------------- | -------------------- | -------------------------------- |
| 1         | Lunes a viernes 9pm/8c. | 83        | 1 de junio de 2021 | 1.60                 | 11 de octubre de 2021 | 2.13                 | 1.60                             |

| Temporada | Horario (CT)                                                       | Episodios | Primera emisión        | Primera emisión      | Última emisión        | Última emisión       |
| Temporada | Horario (CT)                                                       | Episodios | Fecha                  | Audiencia (millones) | Fecha                 | Audiencia (millones) |
| --------- | ------------------------------------------------------------------ | --------- | ---------------------- | -------------------- | --------------------- | -------------------- |
| 1         | Lunes a viernes 21:30 - 22:30 h. Domingo 20:30 - 23:00 h. (ep. 81) | 81        | 1 de noviembre de 2021 | 3.4                  | 20 de febrero de 2022 | 4.5                  |

## Premios y nominaciones

### TV Adicto Golden Awards 2021
| Categoría                     | Nominados                     | Resultado |
| ----------------------------- | ----------------------------- | --------- |
| Mejor escenografía y utilería | Mejor escenografía y utilería | Ganador   |